# Sphaeropteris felina
Sphaeropteris felina là một loài dương xỉ trong họ Cyatheaceae. Loài này được Pic.Serm. mô tả khoa học đầu tiên năm 1991.
Danh pháp khoa học của loài này chưa được làm sáng tỏ. 